# Saint-Romain-de-Monpazier
Saint-Romain-de-Monpazier è un comune francese di 80 abitanti situato nel dipartimento della Dordogna nella regione della Nuova Aquitania.

## Società

### Evoluzione demografica
Abitanti censiti